# Aphaobius robustus
Aphaobius robustus – gatunek chrząszcza z rodziny grzybinkowatych i podrodziny zyzkowatych. Endemit Słowenii.

## Taksonomia
Takson ten opisany został po raz pierwszy w 1914 roku przez Josefa Müllera na łamach „Sitzungsberichte der Kaiserlichen Akademie der Wissenschaften. Mathematisch-Naturwissenschaftliche Klasse” jako podgatunek w obrębie Aphaobius heydeni. Lokalizacją typową jest Jama pri Lipniški skali w słoweńskiej Kamnej Goricy. Do rangi osobnego gatunku wyniesiony został w 2010 roku przez Marca Bognolę i Dantego Vailatiego w ramach rewizji rodzaju.
W obrębie rodzaju należy do grupy gatunków milleri wraz z: A. alphonsi, A. forojulensis, A. fortesculptus, A. grottoloi, A. kahleni, A. kaplai, A. kofleri, A. lebenbaueri, A. ljubnicensis, A. milleri i A. miricae.

## Morfologia
Chrząszcz o ciele długości od 3 do 3,4 mm, co stanowi duże jak na przedstawiciela rodzaju rozmiary. Ubarwienie ma w całości brązowe. Głowa jest pozbawiona oczu i zaopatrzona w długie i cienkie czułki, u samca sięgające tylnej ⅓ pokryw po rozprostowaniu do tyłu. Ich ósmy człon jest dwukrotnie krótszy od poprzedniego. Przedplecze jest poprzeczne, od 1,6 do 1,8 raza szersze niż dłuższe, najszersze u podstawy, prawie trapezowate, o bokach równomiernie łukowatych, a tylnych kątach ostrych i wydatnych. Stosunek długości do szerokości jajowatych, najszerszych w przedniej ⅓ pokryw wynosi od 1,3 do 1,4. Powierzchnia pokryw jest poprzecznie rowkowana. Skrzydeł tylnej pary brak zupełnie. Płat środkowy edeagusa samczych genitaliów jest tak długi jak paramery i w widoku grzbietowym ma boczne brzegi części odsiebnej prawie równoległe, tylko przed samym szeroko zaokrąglonym szczytem zakrzywione i zbieżne. Dosiebna krawędź szczytowego otworu edeagusa jest wklęśnięta.

## Ekologia i występowanie
Owad palearktyczny, południowoeuropejski, endemiczny dla Słowenii. Znany jest tylko z dwóch niewielkich jaskiń w okolicy Lipnicy i Kamnej Goricy w gminie Radovljica.